# Височан Семен Гнатович
Семе́н Гна́тович Височа́н (? с. Вікторів Галицький район — 1666) — український військовий діяч, керівник селянського повстання, що розпочалося в Східній Галичині восени 1648 року при підході військ Богдана Хмельницького до Львова. Син керівника селянського руху на Галичині Гната Височана.

## Біографія
Походження
Відомо, що Семен народився в козацькій родині, а його батьком був Гнат Височан.
Одначе існує дискусія в колах істориків з приводу соціального статусу Височанів. Так, польський дослідник В.Лозинський виводив коріння Семена від покозачених селян. Проте, з іншого боку, відомий український історик В. Липинський переконував, що родина Семена походить від покозаченої гілки шляхетського роду Височанських.
Ранні роки
Навчався у Львівській братській школі, де оволодів кількома мовами (старослов'янською, німецькою, польською, латинською). Військове мистецтво опанував під керівництвом батька Гната Височана.
Військова діяльність
У 1648 році із окремих повстанських загонів сформував у місті Отинії військо з селян і української шляхти, що налічувало 15 тис. осіб, і очолив повстання проти польської шляхти на Прикарпатті. Зокрема, пізно восени 1648 року Пнівський замок — найсильніша твердиня Покуття — був взятий та сильно зруйнований повстанцями під його командуванням.
Після цього був сотником у війську полковника Івана Богуна. У 1651 році обороняв Вінницю, пізніше став полковником лисянським та канівським.
Брав участь у повстанні 1664–1665 років на Правобережній Україні, діючи разом із запорожцями кошового отамана Івана Сірка.
В 1665 р. мужньо захищав від польської шляхти м. Лисянку (тепер Черкаська обл.).
У 1666 році був засланий гетьманом Іваном Брюховецьким у Росію, де й загинув.

## Вшанування пам'яті
Вулиця Семена Височана у містах Галич, Івано-Франківськ, Львів, Калуш, Коломия, Лисянка, Надвірна.
У 2011 році в смт Отинія відкрили пам'ятник Семену Височану.

## Цікаві факти
- В Отинії, столиці покутського повстання 1648 року, про полковника Височана побутують перекази, пов'язані з місцевою церквою Святої Трійці (її 1849 року перенесли в центр Отинії). В одному із переказів йдеться про те, що в цій церкві Семен Височан брав шлюб[7].
- Найвідомішим з далеких нащадків Семена був кооперативний діяч Павло Височанський[8].